# Arabische Badmintonmeisterschaft 2024
Die Arabische Badmintonmeisterschaft 2024 fand vom 29. Januar bis zum 2. Februar 2024 in Riad statt.

## Sieger und Platzierte
| Disziplin    | Gold                            | Silber                               | Bronze                         |
| ------------ | ------------------------------- | ------------------------------------ | ------------------------------ |
| Herreneinzel | Adnan Ebrahim                   | Mahd Shaikh                          | Ahmad Aljallad                 |
| Herreneinzel | Adnan Ebrahim                   | Mahd Shaikh                          | Sabri Medel                    |
| Dameneinzel  | Nour Youssri                    | Domou Amro                           | Sanaa Mahmoud                  |
| Dameneinzel  | Nour Youssri                    | Domou Amro                           | Rahma Eladawy                  |
| Herrendoppel | Sif Eddine Larbaoui Sabri Medel | Muntadher Allahigy Murtadha Allahigy | Adnan Ebrahim Jaffer Ebrahim   |
| Herrendoppel | Sif Eddine Larbaoui Sabri Medel | Muntadher Allahigy Murtadha Allahigy | Amjad Al Fassih Ahmad Aljallad |
| Damendoppel  | Yassmine Chibah Linda Mazri     | Marya Abuarrah Domou Amro            | Hagir Haneer Urnina Polous     |
| Damendoppel  | Yassmine Chibah Linda Mazri     | Marya Abuarrah Domou Amro            | Sana Alzoubi Sanaa Mahmoud     |
| Mixed        | Bahaedeen Alshannik Domou Amro  | Ahmad Aljallad Sanaa Mahmoud         | Mahd Shaikh Haya Almudarra     |
| Mixed        | Bahaedeen Alshannik Domou Amro  | Ahmad Aljallad Sanaa Mahmoud         | Ahmed Salah Nour Youssri       |